# Радужский сельсовет (Ставропольский край)
Радужский сельсовет — упразднённое сельское поселение в Новоалександровском районе Ставропольского края Российской Федерации.
Административный центр — посёлок Радуга.

## Символика
Герб и флаг сельского поселения утверждены решением совета депутатов Радужского сельсовета от 24 июля 2001 года. Автор проекта символики — глава сельсовета В. В. Минькин:123—124.
Описание герба: «В зелёном щите на почётном месте — золотое колесо с резными спицами, через втулку которого наискость проходит волнообразная перевязь. В основании щита пониженная золотая пирамида с двумя округлыми вершинами, обременённая двумя зелёными волнообразными полосами»:123.
Колесо с перевязью — символ торгового пути, проходившего в прошлом по территории сельсовета. Пирамида с двумя вершинами — символ двух населённых пунктов в составе сельского поселения — посёлков Радуга и Лиманный. Две волнообразые полосы — символы рек Кубань и Расшеватка, между которыми находятся посёлки:123.
Описание флага: «Флаг представлял собой полотнище белого и красного цвета, рассечённое на два поля по диагонали слева-направо. В центре полотнища помещена главная фигура герба, которая пересекала флаг по диагонали справа-налево. Белый цвет символизирует веру, чистоту и надежду, а красный — величие и благородство власти»:123—124.

## История
18 октября 1990 года Президиум Ставропольского краевого Совета народных депутатов решил «Образовать в Новоалександровском районе Радужский сельсовет с центром в посёлке Радуга, включив в его состав выделенные из Расшеватского сельсовета этого же района посёлки Радуга и Лиманный».
Статус и границы сельского поселения установлены Законом Ставропольского края от 4 октября 2004 года № 88-кз «О наделении муниципальных образований Ставропольского края статусом городского, сельского поселения, городского округа, муниципального района».
1 мая 2017 года Радужский сельсовет был упразднён. Территория включена в Новоалександровский городской округ.

## Население
| 1989  | 2002  | 2010  | 2011  | 2012  |
| ----- | ----- | ----- | ----- | ----- |
| 1586  | ↗1971 | ↘1955 | ↘1954 | ↘1935 |
| 2013  | 2014  | 2015  | 2016  | 2017  |
| ↗1944 | ↘1927 | ↘1915 | ↘1869 | ↘1832 |

## Состав сельского поселения
До упразднения Радужского сельсовета в состав его территории входили два населённых пункта:
| № | Населённый пункт | Тип населённого пункта          | Население |
| - | ---------------- | ------------------------------- | --------- |
| 1 | Лиманный         | посёлок                         | ↘275      |
| 2 | Радуга           | посёлок, административный центр | ↘1461     |